# Jon Seeliger
Jon Randolph Seeliger (* 27. April 1995) ist ein südafrikanischer Sprinter, der sich auf den 400-Meter-Lauf spezialisiert hat.

## Sportliche Laufbahn
Erste Erfahrungen bei internationalen Meisterschaften sammelte Jon Seeliger bei den Juniorenafrikameisterschaften 2013 in Réduit, bei denen er im 400-Meter-Lauf in 47,89 s den fünften Platz belegte. Im Jahr darauf schied er bei den Juniorenweltmeisterschaften in Eugene im 200-Meter-Lauf mit 21,70 s in der ersten Runde aus und wurde mit der südafrikanischen 4-mal-400-Meter-Staffel im Finale disqualifiziert und schied mit der 4-mal-100-Meter-Staffel mit 40,64 s in der Vorrunde aus. 2015 nahm er erstmals an der Sommer-Universiade in Gwangju teil und erreichte dort über 400 Meter das Halbfinale, in dem er mit 46,31 s ausschied. Zudem wurde er mit der 4-mal-400-Meter-Staffel im Finale disqualifiziert. Im Jahr darauf nahm er mit der Staffel an den Hallenweltmeisterschaften in Portland teil, erreichte mit 3:08,45 min aber nicht das Finale. Ende Juni gewann er dann bei den Afrikameisterschaften in Durban in 3:04,73 min die Bronzemedaille mit der Staffel hinter den Teams aus Botswana und Kenia. Bei den IAAF World Relays 2019 in Yokohama stellte er mit der 4-mal-200-Meter-Staffel in 1:20,64 min einen neuen Afrikarekord auf und klassierte sich damit hinter den Vereinigten Staaten auf Platz zwei. Anschließend gelangte er bei den Studentenweltspielen in Neapel über 400 Meter bis in das Halbfinale und schied dort mit 47,60 s. Zudem gewann er mit der 4-mal-400-Meter-Staffel in 3:03,23 min die Silbermedaille hinter Mexiko und konnte in der 4-mal-100-Meter-Staffel den Vorlauf nicht beenden.
2016 wurde Seeliger südafrikanischer Meister in der 4-mal-400-Meter-Staffel. Er ist Student an der Universität Pretoria.

## Persönliche Bestzeiten
- 200 Meter: 20,71 s (+0,2 m/s), 26. April 2014 in Pretoria
- 400 Meter: 45,85 s, 17. April 2015 in Stellenbosch